# BBC Film

BBC Film — підрозділ з випуску художніх фільмів BBC. Він був заснований в 1990 році, та є виробником або співпродюсером деяких найуспішніших британських фільмів останніх років.

## Фільми BBC Film
- Айріс (фільм)
- Багато галасу з нічого (фільм, 1993)
- Відстрілюючи собак
- Ворожі води
- Джейн Ейр (фільм, 2011)
- Леді у фургоні
- Містер Холмс
- Освіта (фільм, 2009)
- Скандальний щоденник (фільм)